# Zbigniew Jabłoński (generał)
Zbigniew Jabłoński (ur. 17 kwietnia 1950 w Zawierciu) – generał dywizji Wojska Polskiego w stanie spoczynku, były dyrektor Departamentu Kadr i Szkolnictwa Wojskowego MON.

## Życiorys
Zbigniew Jabłoński urodził się 17 kwietnia 1950 w Zawierciu na Śląsku. We wrześniu 1968 rozpoczął naukę w Wyższej Szkole Oficerskiej Wojsk Pancernych w Poznaniu. Był słuchaczem – podchorążym do sierpnia 1972, promowany na podporucznika. Służbę zawodową rozpoczął jako dowódca plutonu szkolnego, a następnie dowódca kompanii szkolnej czołgów w 27 pułku zmechanizowanym w Kłodzku z 2 Dywizji Zmechanizowanej. W okresie 1976–1977 sprawował funkcję komendanta Szkoły Podoficerskiej w 27 pz. oraz szefa sztabu szkolnego batalionu czołgów. W 1978 został skierowany na studia w Akademii Wojsk Pancernych w Moskwie. W trakcie studiów awansowany na stopień kapitana (1978). W 1981 po zakończeniu studiów powierzono mu stanowisko zastępcy dowódcy 27 pz ds. liniowych, a w latach 1982–1884 był w tym pułku szefem sztabu – zastępcą dowódcy. W 1984 został wyznaczony na stanowisko dowódcy 8 pułku czołgów w Żaganiu z 11 Dywizji Pancernej. Dowodzony przez niego pułk zdobył tytuł przodującej w Śląskim Okręgu Wojskowym.
W 1987 rozpoczął służbę w Gubinie, gdzie objął funkcję szefa sztabu – zastępcy dowódcy 5 Dywizji Pancernej, a następnie w okresie 1989–1990 był dowódcą tej dywizji. W okresie 1990–1992 pełnił służbę na stanowisku dowódcy 5 Dywizji Zmechanizowanej. Dowodzona przez niego dywizja została wyróżniona w rozkazie Ministra Obrony Narodowej jako przodujący związek taktyczny Wojska Polskiego. W 1993 został skierowany na Podyplomowe Studia Operacyjno-Strategiczne w Akademii Obrony Narodowej w Warszawie, po ukończeniu których powierzono mu ponownie funkcję dowódcy 5 Dywizji Zmechanizowanej. 11 listopada 1993 został awansowany na stopień generała brygady. Akt mianowania odebrał z rąk prezydenta Rzeczypospolitej Polskiej Lecha Wałęsy. Dowodzona przez niego dywizja (1993–1996) uzyskała po raz kolejny tytuł przodującego ZT.
W 1996 został skierowany do Wrocławia, gdzie rozpoczął służbę na stanowisku zastępcy szefa Sztabu Śląskiego Okręgu Wojskowego ds. operacyjnych, a od listopada tego roku objął funkcję zastępcy dowódcy – szefa Sztabu ŚOW. W latach 1997–2000 był zastępcą dowódcy ŚOW – szefem szkolenia. W czerwcu 2000 był skierowany do Warszawy, gdzie pełnił służbę na stanowisku dyrektora Departamentu Kadr MON. Był jednym z autorów nowego modelu strukturalnego kadry sił zbrojnych, dostosowanego do standardów NATO oraz zmian w pragmatyce kadrowej. W 2002 został dyrektorem Departamentu Kadr i Szkolnictwa Wojskowego MON na okres trzyletniej kadencji. 15 sierpnia 2004 awansowany na stopień generała dywizji przez prezydenta Rzeczypospolitej Polskiej Aleksandra Kwaśniewskiego. W 2006 zakończył zawodową służbę wojskową. 15 sierpnia 2006 został uhonorowany listem przez prezydenta RP Lecha Kaczyńskiego w związku z zakończeniem służby wojskowej.

## Awanse[2]
- podporucznik – 1972
- porucznik – 1975
- kapitan – 1979
- major – 1983
- podpułkownik – 1987
- pułkownik – 1989
- generał brygady – 1993
- generał dywizji – 2004[7]

## Ordery, odznaczenia i wyróżnienia[2]
- Krzyż Kawalerski Orderu Odrodzenia Polski
- Złoty Krzyż Zasługi
- Odznaka pamiątkowa 5 Dywizji Pancernej – 1989 (ex officio)
- Medal „Za zasługi w krzewieniu wiedzy obronnej” od Towarzystwa Wiedzy Obronnej – 2018[9]